# Nicolai Müller
Nicolai Müller (* 25. September 1987 in Lohr am Main) ist ein ehemaliger deutscher Fußballspieler. Der Stürmer und zweimalige A-Nationalspieler spielte den Großteil seiner Karriere für den 1. FSV Mainz 05 und den Hamburger SV in der Bundesliga.

## Sportliche Laufbahn

### Vereinskarriere
In der Jugend spielte Müller für den TSV Wernfeld, Eintracht Frankfurt und die SpVgg Greuther Fürth. Zur Saison 2006/07 rückte er in die 2. Mannschaft der SpVgg auf, die in der Bayernliga spielte. Er brachte es in zwei Jahren auf sieben Zweitligaeinsätze. Nachdem er in der Hinrunde der Saison 2008/09 nur in der Regionalligamannschaft zum Einsatz gekommen war, wechselte er für den Rest der Saison 2008/09 auf Leihbasis zum Drittligisten SV Sandhausen. Zur Saison 2009/10 kehrte Müller wieder zu Greuther Fürth zurück.
Ab der Saison 2011/12 spielte er für den 1. FSV Mainz 05; sein Vertrag lief bis 2015.
Zur Saison 2014/15 wechselte Müller zum Hamburger SV. Er unterschrieb einen Vierjahresvertrag. Durch sein Tor zum 2:1 in der 115. Minute im Relegationsrückspiel gegen den Karlsruher SC am 1. Juni 2015 sicherte er dem HSV den Klassenerhalt.
In der folgenden Saison 2015/16 beim HSV war er mit neun Treffern in der Bundesliga erfolgreichster Torschütze des HSV und stellte damit seinen persönlichen Rekord aus seiner Zeit bei Mainz 05 ein. Der Hamburger SV belegte zum Ende der Saison den zehnten Platz. In der nächsten Saison kam Müller zu zwei Partien im DFB-Pokal und zu 25 Einsätzen und fünf Toren in der Bundesliga, in der die Norddeutschen durch einen 2:1-Sieg am letzten Spieltag gegen den VfL Wolfsburg auf den 14. Tabellenplatz sprangen und somit den Klassenerhalt sicherten.
Am ersten Spieltag der folgenden Saison 2017/18 erzielte Müller im Spiel gegen den FC Augsburg das 1:0. Beim Torjubel erlitt er einen Kreuzbandriss, nachdem er bei einem Drehsprung das Knie bei der Landung verdreht hatte. Sein Comeback gab er erst am 33. Spieltag. Am Saisonende stieg er mit dem HSV in die 2. Bundesliga ab und verließ den Verein mit Auslaufen seines Vertrags.
Zur Saison 2018/19 kehrte Müller zu Frankfurter Eintracht zurück, bei der er bereits in seiner Jugendzeit zwischen 1998 und 2003 gespielt hatte. Er unterschrieb einen Vertrag mit einer Laufzeit bis zum 30. Juni 2020 mit einer Option auf ein weiteres Jahr. Nachdem er sich in der Hinrunde unter dem Trainer Adi Hütter nicht hatte durchsetzen können, wechselte er zum 1. Januar 2019 bis zum Ende der Saison 2018/19 zum abstiegsgefährdeten Ligakonkurrenten Hannover 96. Mit den Niedersachsen stieg er in die 2. Bundesliga ab. Müller kam dabei unter den Cheftrainern André Breitenreiter und Thomas Doll auf 14 Bundesligaeinsätze, in denen er 3 Tore erzielte. Nach dem Saisonende verließ er den Verein mit seinem Vertragsende.
Nach seiner Rückkehr nach Frankfurt blieb der Flügelspieler ohne weiteren Einsatz und wechselte schließlich zur Saison 2019/20 in die australische A-League zu den Western Sydney Wanderers. Zum Zeitpunkt des Wechsels wurde der Klub von Markus Babbel trainiert; Müller traf dort auf seinen ehemaligen hannoverschen Mitspieler Pirmin Schwegler. Knapp zwei Jahre später schloss er sich dann dem Ligarivalen Central Coast Mariners an.

### Auswahleinsätze
Bundestrainer Joachim Löw nominierte Müller für zwei Freundschaftsspiele der deutschen A-Nationalmannschaft in den USA am 29. Mai und am 2. Juni 2013. Er wurde in beiden Spielen gegen Ecuador und das US-amerikanische Heimteam eingesetzt.